# Ivanhoe Lake
Ivanhoe Lake är en sjö i Kanada.   Den ligger i distriktet Sudbury och provinsen Ontario, i den sydöstra delen av landet, 600 km nordväst om huvudstaden Ottawa. Ivanhoe Lake ligger 338 meter över havet. Arean är 0,52 kvadratkilometer. Den sträcker sig 3,0 kilometer i nord-sydlig riktning, och 1,9 kilometer i öst-västlig riktning.
I omgivningarna runt Ivanhoe Lake växer i huvudsak blandskog. Trakten runt Ivanhoe Lake är nära nog obefolkad, med mindre än två invånare per kvadratkilometer.